# 55 Hudson Yards
55 Hudson Yards (conocido originalmente como One Hudson Yards o One Hudson Boulevard) es un rascacielos de Nueva York que está situado junto al proyecto de Hudson Yards. Se ubica en Chelsea, Manhattan y añade en total unos 370 000 m² al proyecto de Hudson Yards junto con 50 Hudson Yards pese a que ambos edificios están fuera del terreno del proyecto propiamente dicho.
Antiguamente, se planeó que la parcela en la que se encuentra 55 Hudson Yards albergara el cancelado World Product Center. Tanto 55 Hudson Yards como el no construido World Product Center iban a situarse en la parcela del cabaret Copacabana, que estuvo en ella desde 2001 hasta el 20 de enero de 2007. Situado justo encima de la entrada del metro de la estación Calle 34–Hudson Yards en el Hudson Park and Boulevard, la parcela albergó antiguamente un edificio de FedEx.

## Proyecto original
El World Product Center hubiera sido uno de los primeros mercados permanentes y centros educativos de asistencia sanitaria del mundo, que hubiera satisfecho las necesidades comerciales y educativas de los profesionales y proveedores de asistencia sanitaria. El proyecto incluía una torre de 308 m de altura y 140 000 m² de oficinas diseñada por Gary Barnett.
El proyecto habría permitido que los profesionales, estudiantes e investigadores de la salud interactuaran con el público general, y se esperaba que recibiera unos dos millones de visitantes al año. El edificio propuesto incluía un auditorio, instalaciones educativas y para conferencias, un centro de medios, oficinas, un laboratorio médico, instalaciones sanitarias, y un «pabellón de la salud del consumidor». Este pabellón habría ofrecido al público general visitas guiadas, foros interactivos e información sobre salud y carreras en el sector. El World Product Center habría albergado ferias comerciales y otros eventos en los que habrían participado fabricantes de dispositivos médicos, empresas farmacéuticas y asociaciones de comercio sanitario. En estos eventos se habrían expuesto tecnologías médicas de la industria, y las empresas que participaran hubieran recibido salas de exposición permanentes y un acceso exclusivo a todos los recursos y servicios del centro.
Estaba previsto que la construcción del edificio empezara en 2009 y se completara en 2011, pero el World Product Center finalmente rompió las negociaciones por un contrato de arrendamiento con el promotor Extell Development Company.

## Proyecto de 55 Hudson Yards

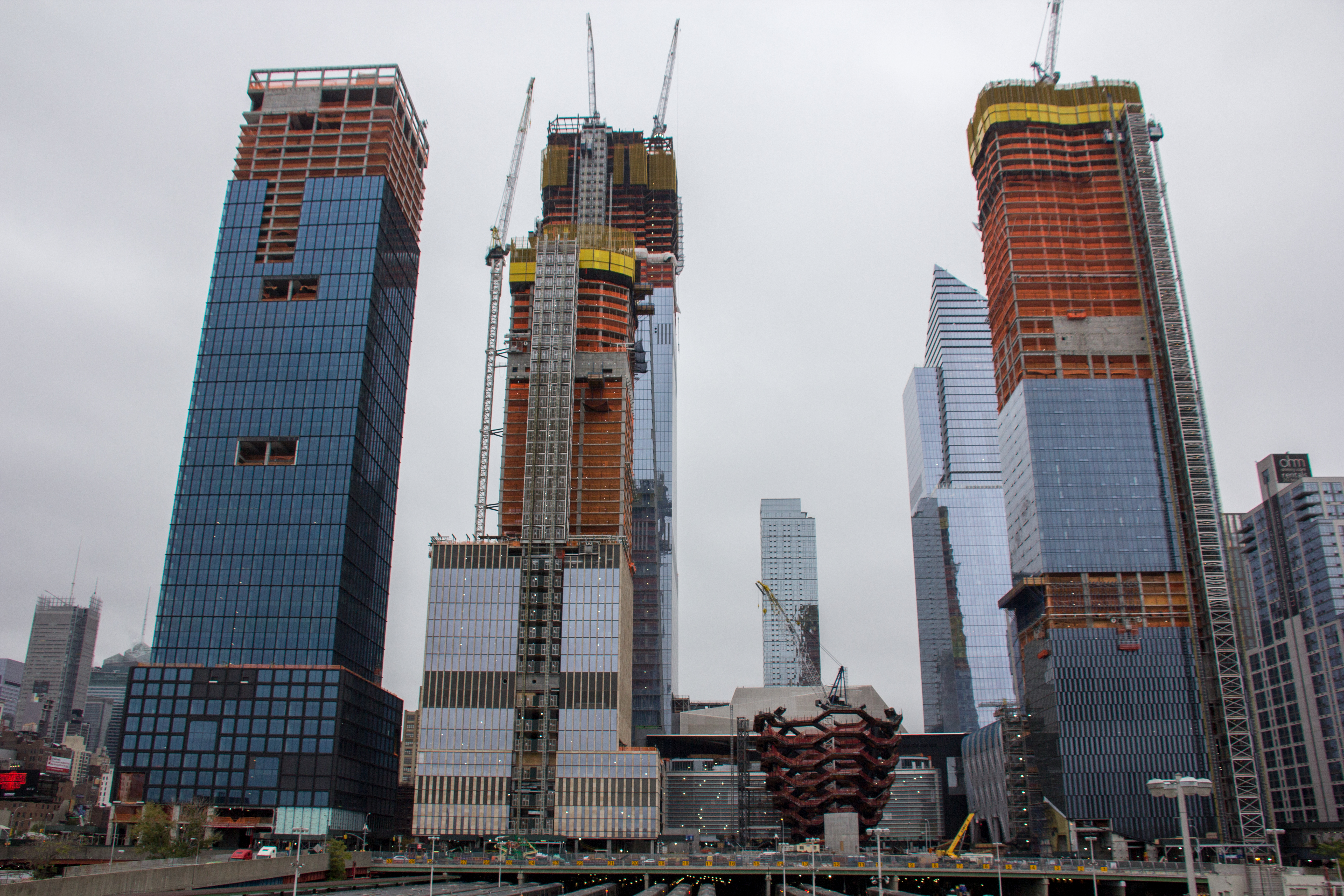
Los edificios de Hudson Yards en construcción en noviembre de 2017. 55 Hudson Yards es el situado más a la izquierda.

Cuando se canceló el World Product Center, la parcela del 555 de West 33rd Street quedó disponible de nuevo, y se propuso construir en ella el proyecto del 55 Hudson Yards, que tendría 220 m de altura y 51 plantas, aunque este edificio albergará oficinas en lugar de instalaciones médicas.
El edificio, que está en el lado este de la Undécima Avenida entre las Calles 33 y 34, está situado al norte del 35 Hudson Yards y en el lado este del Hudson Park and Boulevard, al lado del 50 Hudson Yards y la entrada a la nueva estación Calle 34–Hudson Yards del Metro de Nueva York. Situado en la parcela del cancelado World Product Center, el coste de este edificio de 120 000 m², diseñado por Eugene Kohn y Kevin Roche, se estimó en 1000 millones de dólares. Este proyecto es además la primera colaboración entre estos dos estudios. En 2013, The Related Companies compró a Extell el derecho a construir el edificio de 55 Hudson Yards en la parcela.
Originalmente, la construcción no iba a empezar hasta que estuviera prealquilada al menos la mitad del edificio, pero posteriormente el inicio de las obras se adelantó a 2015. Debido a la construcción de la ampliación de la línea 7 del metro debajo del edificio, los cimientos ya estaban construidos; el 55 Hudson Yards se eleva sobre un edificio de ventilación y la entrada de una estación de la ampliación. La construcción empezó el 22 de enero de 2015, y estaba previsto inicialmente que se completara en 2019. La estructura del 55 Hudson Yards es de hormigón en lugar de acero para que la construcción fuera más rápida y los costes menores. A fecha de mayo de 2017, la construcción había alcanzado la planta 38 y se preveía que la torre se completara en 2018. La torre fue coronada en agosto de 2017.
En noviembre de 2014, la empresa de inversiones inmobiliarias japonesa Mitsui Fudosan mostró su interés por comprar parte de la torre. Este interés se despertó después de que J.P. Morgan Chase hiciera pública una oferta para invertir en la torre, pero posteriormente la retiró debido a que el Ayuntamiento de Nueva York se negó a conceder a J.P. Morgan Chase unos 1600 millones de dólares en subsidios y exenciones fiscales. El 30 de diciembre de 2014, Mitsui Fudosan compró el 92,09 % del proyecto por 259 millones de dólares.
El bufete de abogados Boies, Schiller & Flexner, el primer inquilino del edificio, firmó un contrato de alquiler en junio de 2015. MarketAxess, una empresa del campo financiero para clientes institucionales, firmó un alquiler por tres plantas en agosto de 2016. Intercept Pharmaceuticals firmó un alquiler por tres plantas en diciembre de 2016, y otro bufete de abogados, Cooley LLP, estaba planeando alquilar las plantas más altas en febrero de 2017. En julio de 2017, Cooley firmó un alquiler para ocupar 12 000 m² distribuidos en cinco plantas. Otro bufete, Milbank, Tweed, Hadley & McCloy, ocupará 23 000 m².

### Cambios de diseño

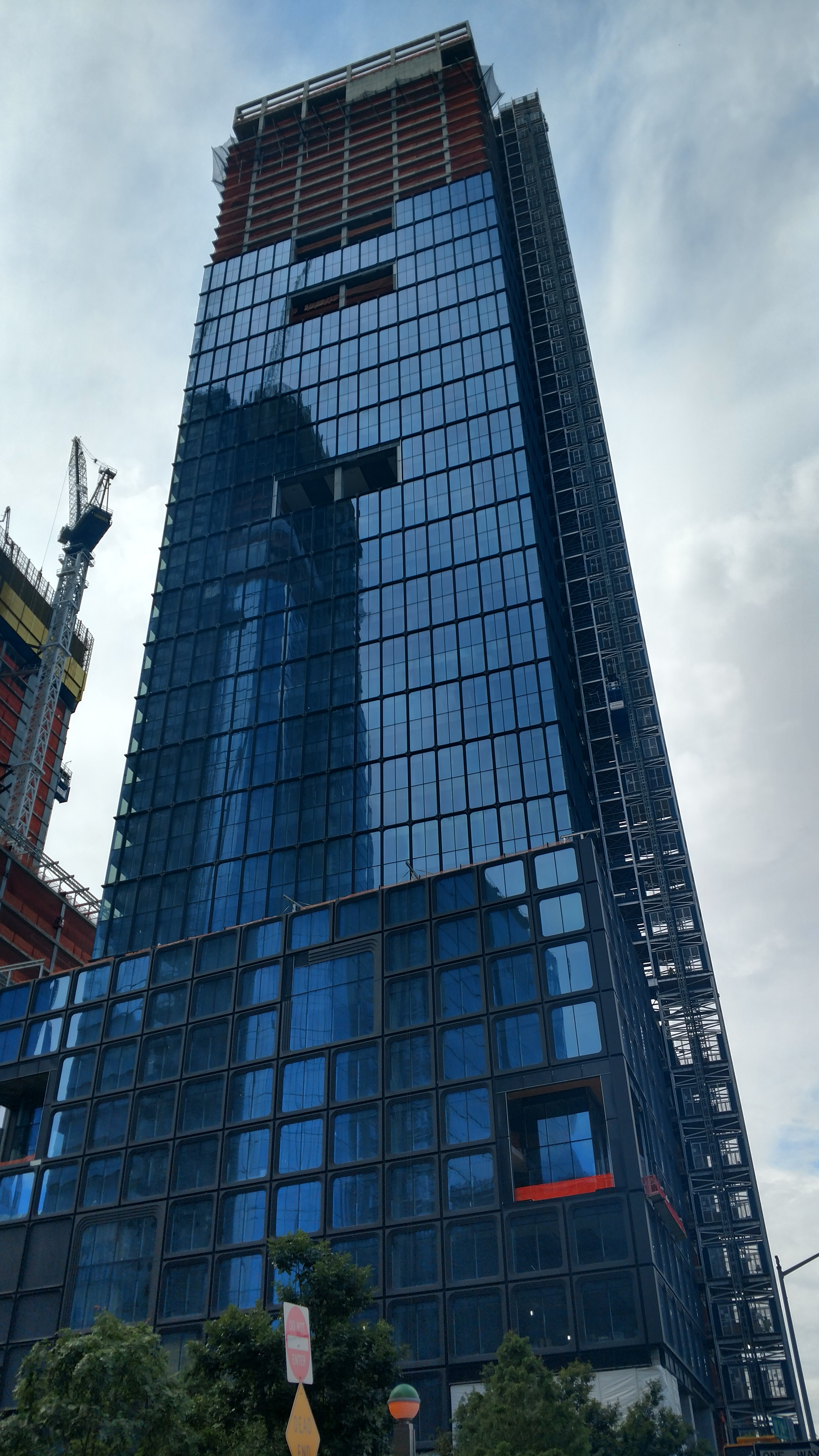
Progreso de la construcción en septiembre de 2017.

55 Hudson Yards se diseñó originalmente como un edificio de 163 000 m² y 267 m de altura con 56 plantas. Se esperaba que mantuviera la fachada de cristal con celosía y el techo curvo como muchos otros elementos del antiguo diseño del World Product Center. Sin embargo, a finales de 2013, se hizo un cambio en el diseño que redujo la superficie del edificio a 120 000 m². Además, se modificó la fachada y el edificio pasó a tener una azotea plana a 220 m de altura. Las diez plantas más bajas tendrían una superficie de 4100 m², mientras que las plantas superiores tendrían 2600 m². Los primeros proyectos contemplaban que el edificio tuviera 47 o 50 plantas, pero en los proyectos definitivos pasó a tener 51 plantas (la última planta será una planta técnica).
En mayo de 2014, se cambió por segunda vez el diseño del edificio. El tercer proyecto del edificio contemplaba que tuviera una fachada metálica y una base más ancha que el resto del edificio. Sin embargo, la superficie y la altura son las mismas que en el segundo proyecto. La nueva fachada se inspiró en las fachadas de hierro fundido de los edificios del SoHo. Este edificio es de uso mixto, con oficinas y un hotel de 150 habitaciones.

### Arquitectura
El edificio será eficiente energéticamente, y se espera que consiga la certificación LEED Oro cuando es completado. El edificio contará con ascensores con selección de destino, que reducen los tiempos de espera y viaje; esquinas exteriores sin columnas con ventanas del suelo al techo; y techos de 3,7 m de altura. Para disminuir los costes y permitir una mayor flexibilidad durante la construcción, la estructura es de hormigón en lugar de acero.
La torre tiene terrazas en la décima planta y en las plantas interiores de la torre y su base; la terraza de la décima planta tendrá vistas del Hudson Park and Boulevard. Tendrá un balcón exterior de madera y también 465 m² de jardines.